# Wetmorella albofasciata
Wetmorella albofasciata is een  straalvinnige vissensoort uit de familie van lipvissen (Labridae). De wetenschappelijke naam van de soort is voor het eerst geldig gepubliceerd in 1954 door Schultz & Marshall.
De soort staat op de Rode Lijst van de IUCN als niet bedreigd, beoordelingsjaar 2009.